# Linfonodi sottomandibolari
I linfonodi sottomandibolari sono un aggregato di tessuto linfoide, descritti in anatomia sistematica insieme ai linfonodi della testa e del collo. Analogamente ad alcuni linfonodi parotidei, occipitali, facciali, essi sono posizionati in sede sottofasciale.
Sono presente in un numero variabile: da 3 a 6 e possono essere raggruppati in diversi aggregati. Qui di seguito sarà riportata la suddivisione di Rouvière et.al:
| Gruppo               | Unità                         | Rapporti                                                                                             |
| -------------------- | ----------------------------- | --- |
| I. Perighiandolare   | 2, a volte unico              | Attorno alla ghiandola sottomandibolare; rapporto con i vasi sottomentali                            |
| II. Retroghiandolare | 2, a volte unico, altre manca | Dietro alla ghiandola sottomandibolare; medialmente e inferiormente all'angolo dell'osso mandibolare |
| III. Perivascolare   | Unico                         | Attorno all'arteria faciale; anteriore alla vena faciale                                             |
| IV. Retrovascolare   | Unico o in coppia             | Posteriore alla vena faciale                                                                         |
| V. Intracapsulare    | Incostante, a volte manca     | N |